# Championnats d'Europe d'haltérophilie
Les Championnats d'Europe d'haltérophilie sont la compétition annuelle organisée par la Fédération européenne d'haltérophilie (EWF) qui désigne un champion d'Europe pour chaque catégorie de poids.

## Éditions

### Hommes
| N°                                                                     | Année | Ville                 | Pays                 |
| ---------------------------------------------------------------------- | ----- | --------------------- | -------------------- |
| 1re                                                                    | 1896  | Rotterdam             | Pays-Bas             |
| 2e                                                                     | 1897  | Vienne                | Autriche-Hongrie     |
| 3e                                                                     | 1898  | Amsterdam             | Pays-Bas             |
| 4e                                                                     | 1900  | Rotterdam             | Pays-Bas             |
| 5e                                                                     | 1901  | Rotterdam             | Pays-Bas             |
| 6e                                                                     | 1903  | La Haye               | Pays-Bas             |
| 7e                                                                     | 1904  | Amsterdam             | Pays-Bas             |
| 8e                                                                     | 1905  | Amsterdam             | Pays-Bas             |
| 9e                                                                     | 1906  | La Haye               | Pays-Bas             |
| 10e                                                                    | 1907  | Vienne                | Autriche-Hongrie     |
| 11e                                                                    | 1907  | Copenhague            | Danemark             |
| 12e                                                                    | 1909  | Malmö                 | Suède                |
| 13e                                                                    | 1909  | Dresde                | Empire allemand      |
| 14e                                                                    | 1911  | Budapest              | Autriche-Hongrie     |
| 15e                                                                    | 1911  | Leipzig               | Empire allemand      |
| 16e                                                                    | 1912  | Vienne                | Autriche-Hongrie     |
| 17e                                                                    | 1913  | Brno                  | Autriche-Hongrie     |
| 18e                                                                    | 1914  | Vienne                | Autriche-Hongrie     |
| 19e                                                                    | 1921  | Offenbach-sur-le-Main | Allemagne            |
| 20e                                                                    | 1924  | Neunkirchen           | Allemagne            |
| 21e                                                                    | 1929  | Vienne                | Autriche             |
| 22e                                                                    | 1930  | Munich                | République de Weimar |
| 23e                                                                    | 1931  | Luxembourg            | Luxembourg           |
| 24e                                                                    | 1933  | Essen                 | Reich allemand       |
| 25e                                                                    | 1934  | Gênes                 | Italie fasciste      |
| 26e                                                                    | 1935  | Paris                 | France               |
| 27e                                                                    | 1947  | Helsinki              | Finlande             |
| 28e                                                                    | 1948  | Londres               | Royaume-Uni          |
| 29e                                                                    | 1949  | La Haye               | Pays-Bas             |
| 30e                                                                    | 1950  | Paris                 | France               |
| 31e                                                                    | 1951  | Milan                 | Italie               |
| 32e                                                                    | 1952  | Helsinki              | Finlande             |
| 33e                                                                    | 1953  | Stockholm             | Suède                |
| 34e                                                                    | 1954  | Vienne                | Autriche             |
| 35e                                                                    | 1955  | Munich                | Allemagne de l'Ouest |
| 36e                                                                    | 1956  | Helsinki              | Finlande             |
| 37e                                                                    | 1957  | Katowice              | Pologne              |
| 38e                                                                    | 1958  | Stockholm             | Suède                |
| 39e                                                                    | 1959  | Varsovie              | Pologne              |
| 40e                                                                    | 1960  | Milan                 | Italie               |
| 41e                                                                    | 1961  | Vienne                | Autriche             |
| 42e                                                                    | 1962  | Budapest              | Hongrie              |
| 43e                                                                    | 1963  | Stockholm             | Suède                |
| 44e                                                                    | 1964  | Moscou                | Union soviétique     |
| 45e                                                                    | 1965  | Sofia                 | Bulgarie             |
| 46e                                                                    | 1966  | Berlin                | Allemagne de l'Est   |
| 47e                                                                    | 1968  | Léningrad             | Union soviétique     |
| 48e                                                                    | 1969  | Varsovie              | Pologne              |
| 49e                                                                    | 1970  | Szombathely           | Hongrie              |
| 50e                                                                    | 1971  | Sofia                 | Bulgarie             |
| 51e                                                                    | 1972  | Constanţa             | Roumanie             |
| 52e                                                                    | 1973  | Madrid                | Espagne              |
| 53e                                                                    | 1974  | Vérone                | Italie               |
| 54e                                                                    | 1975  | Moscou                | Union soviétique     |
| 55e                                                                    | 1976  | Berlin                | Allemagne de l'Est   |
| 56e                                                                    | 1977  | Stuttgart             | Allemagne de l'Ouest |
| 57e                                                                    | 1978  | Havířov               | Tchécoslovaquie      |
| 58e                                                                    | 1979  | Varna                 | Bulgarie             |
| 59e                                                                    | 1980  | Belgrade              | Yougoslavie          |
| 60e                                                                    | 1981  | Lille                 | France               |
| 61e                                                                    | 1982  | Ljubljana             | Yougoslavie          |
| 62e                                                                    | 1983  | Moscou                | Union soviétique     |
| 63e                                                                    | 1984  | Vittorio Veneto       | Italie               |
| 64e                                                                    | 1985  | Katowice              | Pologne              |
| 65e                                                                    | 1986  | Karl-Marx-Stadt       | Allemagne de l'Est   |
| 66e                                                                    | 1987  | Reims                 | France               |
| 67e                                                                    | 1988  | Cardiff               | Royaume-Uni          |
| 68e                                                                    | 1989  | Athènes               | Grèce                |
| 69e                                                                    | 1990  | Aalborg               | Danemark             |
| 70e                                                                    | 1991  | Władysławowo          | Pologne              |
| 71e                                                                    | 1992  | Szekszárd             | Hongrie              |
| 72e                                                                    | 1993  | Sofia                 | Bulgarie             |
| 73e                                                                    | 1994  | Sokolov               | Tchéquie             |
| 74e                                                                    | 1995  | Varsovie              | Pologne              |
| 75e                                                                    | 1996  | Stavanger             | Norvège              |
| 76e                                                                    | 1997  | Rijeka                | Croatie              |
| Dès 1998, les hommes et les femmes sont regroupés en une même édition. |       |                       |                      |
| 77e                                                                    | 1998  | Riesa                 | Allemagne            |
| 78e                                                                    | 1999  | La Corogne            | Espagne              |
| 79e                                                                    | 2000  | Sofia                 | Bulgarie             |
| 80e                                                                    | 2001  | Trenčín               | Slovaquie            |
| 81e                                                                    | 2002  | Antalya               | Turquie              |
| 82e                                                                    | 2003  | Loutraki              | Grèce                |
| 83e                                                                    | 2004  | Kiev                  | Ukraine              |
| 84e                                                                    | 2005  | Sofia                 | Bulgarie             |
| 85e                                                                    | 2006  | Władysławowo          | Pologne              |
| 86e                                                                    | 2007  | Strasbourg            | France               |
| 87e                                                                    | 2008  | Lignano Sabbiadoro    | Italie               |
| 88e                                                                    | 2009  | Bucarest              | Roumanie             |
| 89e                                                                    | 2010  | Minsk                 | Biélorussie          |
| 90e                                                                    | 2011  | Kazan                 | Russie               |
| 91e                                                                    | 2012  | Antalya               | Turquie              |
| 92e                                                                    | 2013  | Tirana                | Albanie              |
| 93e                                                                    | 2014  | Tel Aviv              | Israël               |
| 94e                                                                    | 2015  | Tbilissi              | Géorgie              |
| 95e                                                                    | 2016  | Førde                 | Norvège              |
| 96e                                                                    | 2017  | Split                 | Croatie              |
| 97e                                                                    | 2018  | Bucarest              | Roumanie             |
| 98e                                                                    | 2019  | Batoumi               | Géorgie              |
| 99e                                                                    | 2021  | Moscou                | Russie               |
| 100e                                                                   | 2022  | Tirana                | Albanie              |
| 101e                                                                   | 2023  | Erevan                | Arménie              |
| 102e                                                                   | 2024  | Sofia                 | Bulgarie             |
| 103e                                                                   | 2025  | Chișinău              | Moldavie             |

### Femmes
Les championnats d'Europe féminins se tiennent depuis 1988. En 1998, ils sont regroupés avec les championnats masculins.
| N°                                                                     | Année | Ville                  | Pays        |
| ---------------------------------------------------------------------- | ----- | ---------------------- | ----------- |
| 1re                                                                    | 1988  | Saint-Marin            | Saint-Marin |
| 2e                                                                     | 1989  | Manchester             | Royaume-Uni |
| 3e                                                                     | 1990  | Santa Cruz de Tenerife | Espagne     |
| 4e                                                                     | 1991  | Varna                  | Bulgarie    |
| 5e                                                                     | 1992  | Loures                 | Portugal    |
| 6e                                                                     | 1993  | Valence                | Espagne     |
| 7e                                                                     | 1994  | Rome                   | Italie      |
| 8e                                                                     | 1995  | Beer-Sheva             | Israël      |
| 9e                                                                     | 1996  | Prague                 | Tchéquie    |
| 10e                                                                    | 1997  | Séville                | Espagne     |
| Dès 1998, les hommes et les femmes sont regroupés en une même édition. |       |                        |             |
| 11e                                                                    | 1998  | Riesa                  | Allemagne   |
| 12e                                                                    | 1999  | La Corogne             | Espagne     |
| 13e                                                                    | 2000  | Sofia                  | Bulgarie    |
| 14e                                                                    | 2001  | Trenčín                | Slovaquie   |
| 15e                                                                    | 2002  | Antalya                | Turquie     |
| 16e                                                                    | 2003  | Loutraki               | Grèce       |
| 17e                                                                    | 2004  | Kiev                   | Ukraine     |
| 18e                                                                    | 2005  | Sofia                  | Bulgarie    |
| 19e                                                                    | 2006  | Władysławowo           | Pologne     |
| 20e                                                                    | 2007  | Strasbourg             | France      |
| 21e                                                                    | 2008  | Lignano Sabbiadoro     | Italie      |
| 22e                                                                    | 2009  | Bucarest               | Roumanie    |
| 23e                                                                    | 2010  | Minsk                  | Biélorussie |
| 24e                                                                    | 2011  | Kazan                  | Russie      |
| 25e                                                                    | 2012  | Antalya                | Turquie     |
| 26e                                                                    | 2013  | Tirana                 | Albanie     |
| 27e                                                                    | 2014  | Tel Aviv               | Israël      |
| 28e                                                                    | 2015  | Tbilissi               | Géorgie     |
| 29e                                                                    | 2016  | Førde                  | Norvège     |
| 30e                                                                    | 2017  | Split                  | Croatie     |
| 31e                                                                    | 2018  | Bucarest               | Roumanie    |
| 32e                                                                    | 2019  | Batoumi                | Géorgie     |
| 33e                                                                    | 2021  | Moscou                 | Russie      |
| 34e                                                                    | 2022  | Tirana                 | Albanie     |
| 35e                                                                    | 2023  | Erevan                 | Arménie     |
| 36e                                                                    | 2024  | Sofia                  | Bulgarie    |
| 37e                                                                    | 2025  | Chișinău               | Moldavie    |

## Classement par nations
- Source : Historique du barème de classification.
- Le classement par nations a débuté en 1949.

1. Congrès du FIHC le 07/08/1948 à Londres : 5-3-1 points sont attribués aux nations de la 1re à la 3e place.
2. Congrès du FIHC le 07/11/1957 à Téhéran : 10-6-4-3-2-1 points sont attribués aux nations de la 1re à la 6e place.
3. Congrès du FIHC le 24/05/1958 à Tokyo : 7-5-4-3-2-1 points sont attribués aux nations de la 1re à la 6e place.
4. (1973) : 12-9-8-7-6-5-4-3-2-1 points sont attribués aux nations de la 1re à la 10e place [seulement au total].
5. (1977) : 12-9-8-7-6-5-4-3-2-1 points sont attribués aux nations et aux athlètes en individuel de la 1re à la 10e place.
6. Réunion du Conseil Exécutif de l'IWF du 12 au 14 janvier 1984 à Herzogenaurach & Congrès du 27/07/1984 à Los Angeles : 16-14-13-12-11-10-9- 8-7-6-5-4-3-2-1 points sont attribués aux nations de la 1re à la 15e place.
7. Réunion du Conseil Exécutif de l'IWF le 1er/05/1986 à Varsovie : 28-25-23-22-21-20-19-18-17-16-15-14-13-12-11-10-9-8-7-6-5-4-3-2-1 points sont attribués aux nations de la 1re à la 25e place.
8. Congrès de l'IWF du 10 et 11 décembre 1996 à Athènes : Suspension de 2 années pour tout premier contrôle positif.

| Année | Lieu         | Hommes        | Hommes        | Hommes            | Hommes            | Hommes             | Hommes             | Femmes        | Femmes        | Femmes            | Femmes            | Femmes             | Femmes             |
| Année | Lieu         | Médaille d'or | Médaille d'or | Médaille d'argent | Médaille d'argent | Médaille de bronze | Médaille de bronze | Médaille d'or | Médaille d'or | Médaille d'argent | Médaille d'argent | Médaille de bronze | Médaille de bronze |
| ----- | ------------ | ------------- | ------------- | ----------------- | ----------------- | ------------------ | ------------------ | ------------- | ------------- | ----------------- | ----------------- | ------------------ | ------------------ |
| 1998  | Riesa        | Bulgarie      | 549           | Russie            | 530               | Allemagne          | 458                | Hongrie       | 514           | Russie            | 471               | Bulgarie           | 467                |
| 1999  | Séville      | Turquie       | 682           | Espagne           | 608               | Russie             | 524                | Turquie       | 647           | Grèce             | 586               | Espagne            | 584                |
| 2000  | Sofia        | Bulgarie      | 610           | Turquie           | 525               | Russie             | 464                | Bulgarie      | 522           | Russie            | 438               | Ukraine            | 343                |
| 2001  | Trenčín      | Russie        | 538           | Turquie           | 504               | Pologne            | 498                | Russie        | 492           | Hongrie           | 483               | Espagne            | 400                |
| 2002  | Antalya      | Bulgarie      | 599           | Turquie           | 486               | Russie             | 368                | Turquie       | 522           | Russie            | 496               | Pologne            | 466                |
| 2003  | Loutráki     | Turquie       | 598           | Russie            | 553               | Bulgarie           | 544                | Turquie       | 521           | Russie            | 501               | Bulgarie           | 441                |
| 2004  | Kiev         | Turquie       | 591           | Bulgarie          | 442               | Russie             | 416                | Turquie       | 478           | Pologne           | 438               | Bulgarie           | 436                |
| 2005  | Sofia        | Bulgarie      | 519           | Turquie           | 488               | Russie             | 473                | Russie        | 567           | Pologne           | 456               | Bulgarie           | 451                |
| 2006  | Władysławowo | Biélorussie   | 486           | Pologne           | 485               | Bulgarie           | 435                | Russie        | 483           | Ukraine           | 434               | Pologne            | 386                |
| 2007  | Strasbourg   | Russie        | 546           | Biélorussie       | 523               | Turquie            | 506                | Russie        | 486           | Ukraine           | 459               | Turquie            | 448                |
| 2008  | Lignan       | Russie        | 598           | France            | 457               | Azerbaïdjan        | 427                | Ukraine       | 471           | Russie            | 454               | Turquie            | 449                |
| 2009  | Bucarest     | Russie        | ???           | ?                 | ???               | ?                  | ???                | Russie        | ???           | Turquie           | ???               | Ukraine            | ???                |
| 2010  | Minsk        | Turquie       | 538           | Arménie           | 496               | Pologne            | 460                | Russie        | 498           | Turquie           | 497               | Pologne            | 416                |
| 2011  | Kazan        | Turquie       | 470           | Pologne           | 467               | Moldavie           | 431                | Russie        | 559           | Turquie           | 517               | Pologne            | 413                |
| 2012  | Antalya      | Moldavie      | 500           | Russie            | 482               | Turquie            | 473                | Russie        | 530           | Turquie           | 441               | Pologne            | 417                |
| 2013  | Tirana       | Russie        | 638           | Bulgarie          | 507               | Albanie            | 355                | Pologne       | 469           | France            | 311               | Italie             | 310                |
| 2014  | Tel Aviv     | Russie        | 524           | Bulgarie          | 535               | Pologne            | 491                | Russie        | 539           | Ukraine           | 443               | Pologne            | 443                |
| 2015  | Tbilissi     | Russie        | 478           | Arménie           | 421               | Turquie            | 416                | Ukraine       | 478           | Russie            | 421               | Turquie            | 416                |
| 2016  | Førde        | Russie        | 524           | Arménie           | 503               | Turquie            | 501                | Arménie       | 449           | Ukraine           | 435               | Turquie            | 399                |
| 2017  | Split        | Russie        | 501           | Turquie           | 462               | Pologne            | 399                | Russie        | 588           | Ukraine           | 492               | Espagne            | 464                |
| 2018  | Bucarest     | Géorgie       | 575           | Roumanie          | 528               | Pologne            | 451                | Roumanie      | 512           | Pologne           | 429               | Italie             | 412                |
| 2019  | Batoumi      | Géorgie       | 636           | Biélorussie       | 634               | Arménie            | 596                | Russie        | 736           | Turquie           | 575               | Roumanie           | 480                |
| 2021  | Moscou       | Bulgarie      | 685           | Arménie           | 620               | Géorgie            | 612                | Russie        | 699           | Turquie           | 616               | Ukraine            | 600                |
| 2022  | Tirana       | Bulgarie      | 746           | Arménie           | 667               | Géorgie            | 647                | Turquie       | 690           | Ukraine           | 686               | Royaume-Uni        | 381                |
| 2023  | Erevan       |               | .             |                   | .                 |                    | .                  |               | .             |                   | .                 |                    | .                  |